# Hořany u Mostu
Hořany (deutsch Hareth, auch Horanth, Horant, Harränth,) war ein Dorf im Okres Most, Tschechien, das 1980 wegen des fortschreitenden Kohleabbaus devastiert wurde.

## Geschichte
Die Besiedlung des Ortes am Fuß des Berges Ressl erfolgte bereits in der Jungsteinzeit, entdeckt wurden auch Gräber aus der Bronzezeit. 1396 wurde der Ort erstmals schriftlich erwähnt. Bis zum 16. Jahrhundert gehörte Horanth mehreren Lehnsherren der Brüxer Burg Hněvín. 1595 wurde es an die Stadt Brüx verkauft, die es 1600 Frau Magdalena Hochhauser von Hochhaus veräußerte. Es folgten die Familien Schön von Schöneck und Glaser von Glasberg und seit 1811 bis zur Reform 1848 die Herren von Ottilienfeld.
Im 17. Jahrhundert lebte im Ort etwa 10 Familien, die sich von der Landwirtschaft, Viehzucht und Weinanbau ernährten. Mitte des 18. Jahrhunderts siedelten sich Juden an, die 1857 etwa ein Drittel der Gesamtbevölkerung von 354 Einwohnern ausmachten. Ende des 19. Jahrhunderts zogen auch immer mehr Tschechen in das überwiegend von Deutschen bewohnte Dorf, die Arbeit in den neu eröffneten Kohlewerken fanden. 1890 lebten im Ort 626 Menschen, davon 483 Deutsche, bis 1930 wuchs die Bevölkerung auf 1015 an, davon 590 Deutsche. 
Das zweistöckige, frühbarocke Schloss und die Schlosskapelle des Hl. Blasius (1701) sowie die Statue des Johann Nepomuk wurden ebenfalls zerstört.
Seit den 1960er Jahren hatte der Ort eine Haltestelle an der Bahnstrecke Ústí nad Labem–Chomutov.